# Josef Scheybal
Josef Scheybal (30. dubna 1897 Neustupov – 1. října 1967 Jablonec nad Nisou) byl český starožitník, nakladatel pohlednic a sběratel, otec etnologa a malíře Josefa Václava Scheybala.
Pocházel z jižních Čech, během vojenské služby se seznámil s budoucí chotí, Němkou Annou Riemerovou a usadil v Kristiánově, kde měl jeho tchán pronajatý hostinec. Manželé vytvářeli drobné dekorace. Také fotil, nejprve fotografie prodával nakladatelům, později založil nakladatelství turistických pohlednic Lange & Scheybal. Získal licenci starožitníka. Po záboru Sudet se Scheybal přestěhoval do Turnova, zde spolupracoval s muzeem, seznámil se s malířem Karlem Vikem a díky němu též s Zdeňkem Wirthem. Po válce se začal věnovat záchraně konfiskovaného a opuštěného kulturního majetku v široké oblasti severních Čech (po vzniku Národní kulturní komise jako stálý pověřenec), tento majetek shromáždil ve sběrnách na Hrubém Rohozci a Sychrově. V polovině 50. let po revizi mobiliárních fondů pořádaných Státní památkovou správou byl po sporech propuštěn (tehdy z místa správce svozových depozitářů na Sychrově) a usadil se i s rodinou na staré faře v Jablonci nad Nisou.
Po celý život budoval sbírku, zejména zaměřenou na knihy a drobnou grafiku. V turbulentních dobách druhé světové války o část sbírky přišel (část snad skončila v frýdlantském muzeu) a v roce 1940 část odkoupil Literární archiv. Později budovaná sbírka přešla do majetku jeho syna J. V. Scheybala, který svoji pozůstalost odkázal Muzeu Českého ráje v Turnově.

## Životopis

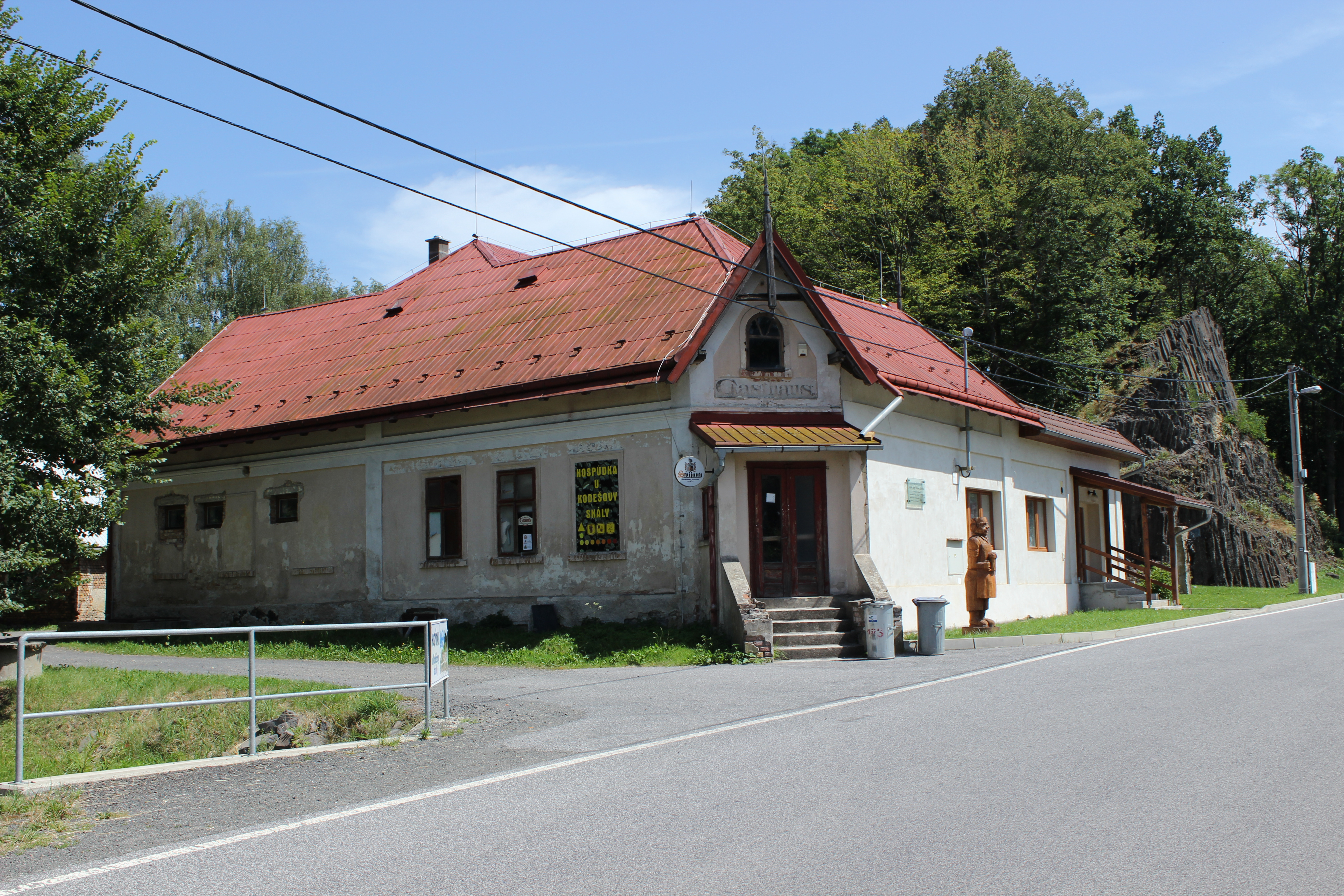
Hostinec v Kristianově (Heřmanicích), kde mezi válkami Scheybalovi žili

Narodil se v Neustupově do rodiny poštovního úředníka Josefa Scheybala (pocházejícího z Dvora Králové na Trutnovsku) a jeho ženy Františky z Poličky. Navštěvoval Pokračovací živnostenskou školu v Poličce (nedokončil), poté získával zkušenosti v Obchodním domě Františka Kozla a stal se prodavačem a aranžérem výloh. Během první světové války bojoval na východní frontě, po válce si roku 1919 vzal Annu Riemerovou (1901–1988) a usadili se v hostinci v Kristiánově, kde byl nájemcem otec Anny.
Krom pomoci s hostinskou činností si v Kristiánově vybudoval dílnu na drobné dřevěné upomínkové předměty, maškarní masky a divadelní rekvizity. Měl také živnostenský list starožitníka a antikváře, roku 1938 ustanoven soudním znalcem se specializací na starožitnosti. V roce 1939 byl po udání vězněn v Drážďanech a po návratu se přestěhoval s rodinou do Turnova.
V Turnově spolupracoval s muzeem, pořádal knihovnu, putoval po venkově (tehdy již se synem, který se narodil roku 1928), kde dokumentoval lidovou architekturu a nábytek, sbíral a vykupoval „nepotřebné“ písemnosti a tisky. Vedle toho se také stýkal s turnovskou uměleckou scénou, hlavně malířem Karlem Vikem a grafikem Karlem Kinským – na těchto setkáních se zřejmě seznámil se Zdeňkem Wirthem.
Již v květnu 1945 byla Českou zemskou radou ustanovena Zajišťovací komise, která se měla starat o opuštěný kulturní majetek v českém příhraničí. Členy byl Scheybal, Karel Vik, kapitán Zdeněk Krejčík a zapisovatel Zdeněk Steklý. Tato komise procházela konfiskované majetky a zajišťovala je před následným rabováním, záhy však zanikla a v průběhu roku 1946 neměl Scheybal zaštítění pro svoji činnost, teprve po ustanovení NKK a pověření úkolem stálého pověřence mohl pokračovat v přebírání majetku, který převážel do depozitářů v na Hrubém Rohozci za spolupráce s kastelánem Karlem Mlejnkem a na Sychrov za spolupráce s Otto Lankem.
Po ukončení činnosti NKK v roce 1951 byla Scheybalova funkce změněna na správce svozových depozitářů (sběrny) na Sychrově, po ustanovení Státní památkové správy došlo po roce 1953 k novému sepisování státního mobiliárního majetku a jeho revizi, Scheybal se v této době dostával do sporů se zaměstnanci SPS provádějících revizi a ačkoliv revize – na to jak velké depozitáře byly na Sychrově – dopadla uspokojivě, Scheybal byl propuštěn.

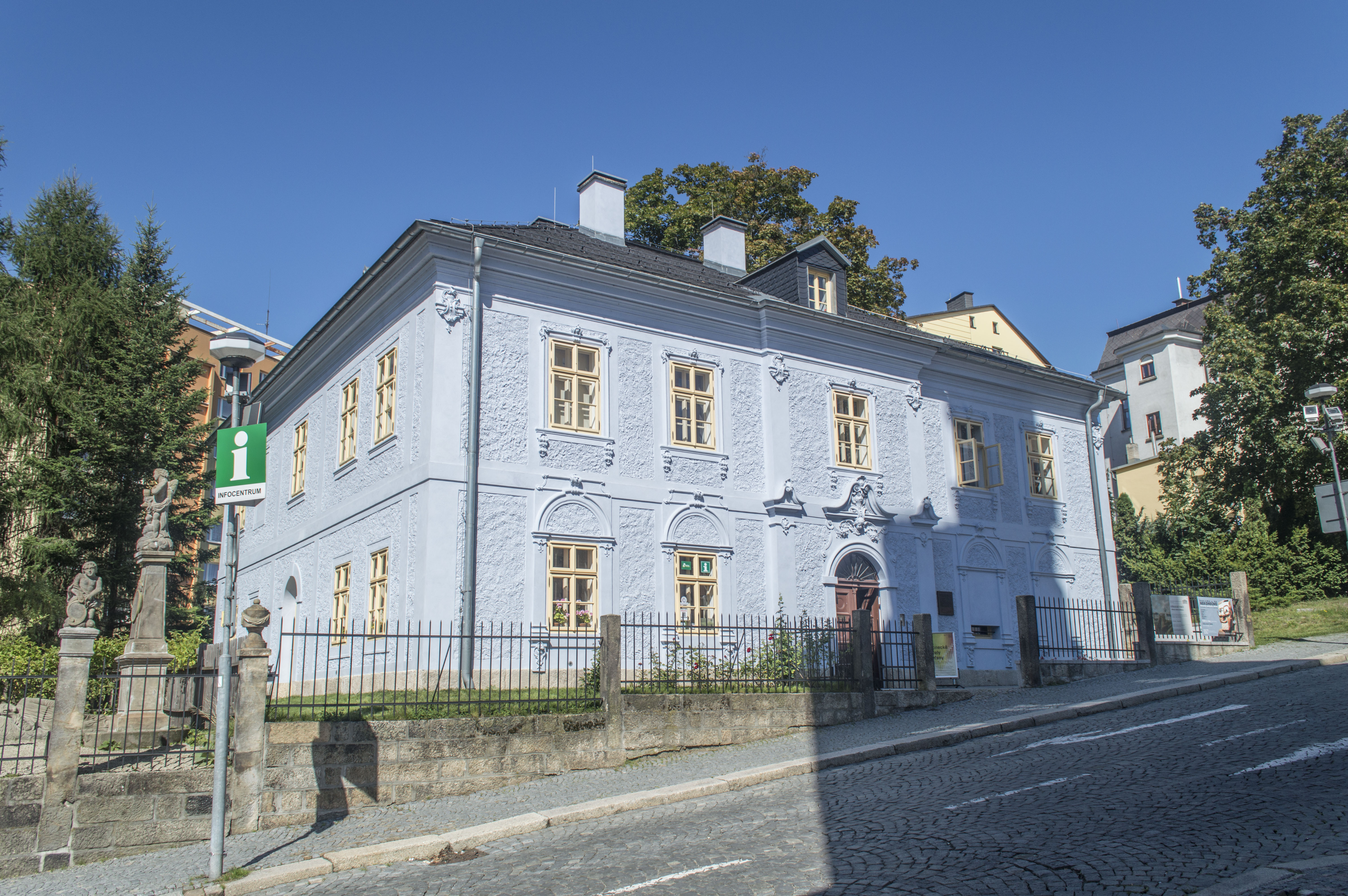
Stará fara v Jablonci, dnes infocentrum „Dům Jany a Josefa V. Scheybalových“, který pořídil Josef Scheybal

Po propuštění hledal nový domov, kde by měl dostatek místa pro svoje sbírka. K tomu nakonec posloužila budova opuštěné fary v Jablonci nad Nisou.